# Phrynotachina minor
Phrynotachina minor là một loài ruồi trong họ Tachinidae.